# 大尾金花鮨
大尾金花鮨，為輻鰭魚綱鱸形目鱸亞目鮨科的其中一種，分布於東大西洋的亞松森群島海域，體長可達21.4公分，生活在岩石底質海域，為底棲性魚類，屬肉食性，生活習性不明。